# A-20 Havoc
Douglas A-20/DB-7 Havoc a fost un avion de vânătoare de noapte, de atac și bombardier ușor american în cel de Al Doilea Război Mondial care a fost folosit și de câteva țări aliate cu SUA, în principal Uniunea Sovietică fiind cunoscut și cu numele de Boston.

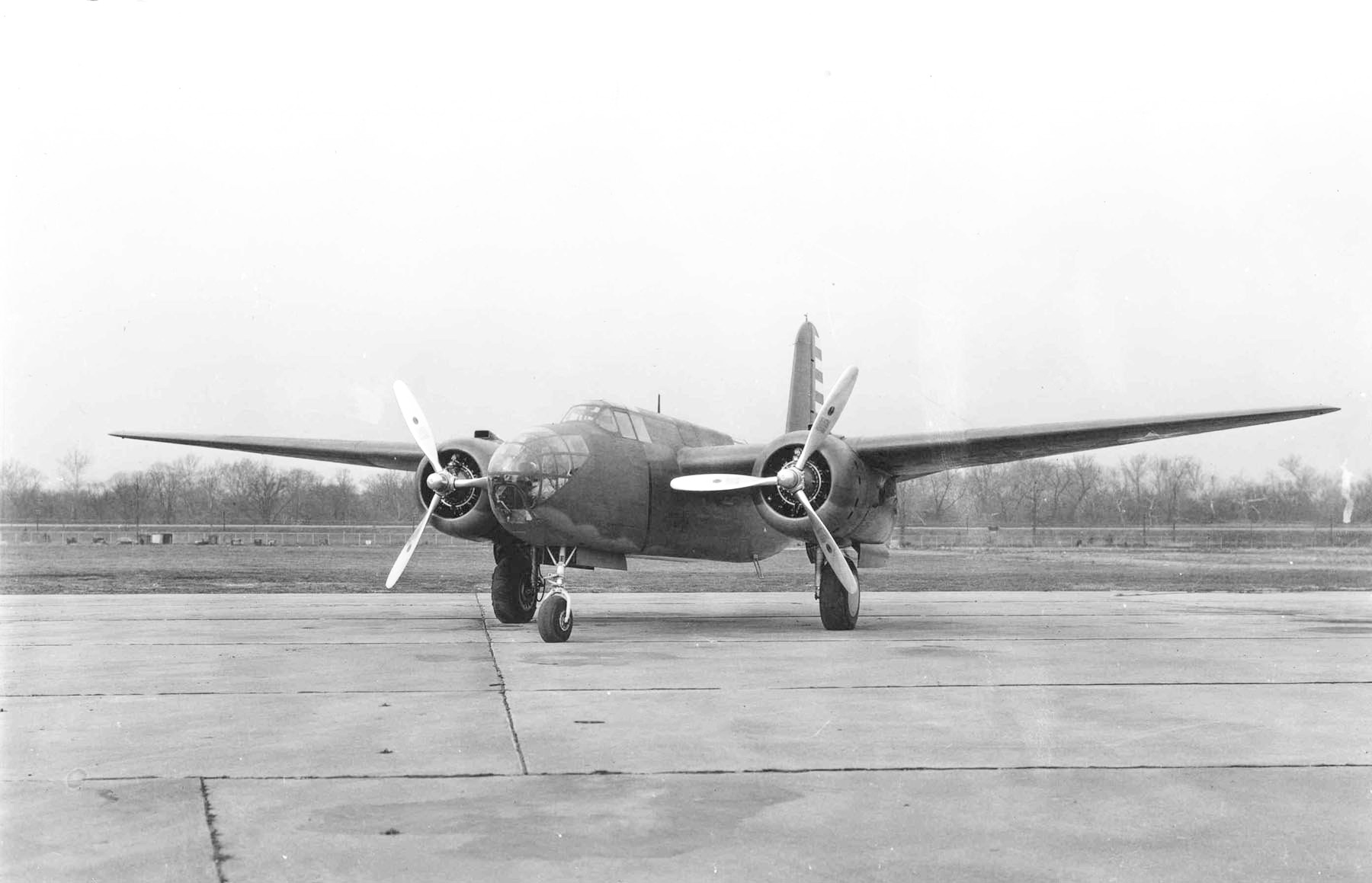
A-20A